# Audrey Albié
Audrey Albié (ur. 24 października 1994) – francuska tenisistka.

## Kariera tenisowa
W 2017 roku zadebiutowała w imprezie wielkoszlemowej podczas turnieju French Open w grze podwójnej. Startując w parze z Harmony Tan odpadła w pierwszej rundzie.
W swojej karierze zwyciężyła w czterech singlowych i czterech deblowych turniejach rangi ITF. Najwyżej w rankingu WTA była sklasyfikowana na 278. miejscu w singlu (22 kwietnia 2019) oraz 228. w deblu (28 lutego 2022).

## Wygrane turnieje rangi ITF
| turnieje z pulą nagród 100 000 $ |
| turnieje z pulą nagród 80 000 $  |
| turnieje z pulą nagród 60 000 $  |
| turnieje z pulą nagród 25 000 $  |
| turnieje z pulą nagród 15 000 $  |
| turnieje z pulą nagród 10 000 $  |

### Gra pojedyncza
|    | Data       | Turniej        | ($)    | Naw.           | Finalistka        | Wynik            |
| 1. | 12/03/2017 | Amiens         | 15 000 | ceglana (hala) | Camilla Rosatello | 6:3, 6:4         |
| 2. | 09/04/2017 | Dijon          | 15 000 | twarda (hala)  | Anastasia Zarycká | 6:4, 0:6, 7:6(5) |
| 3. | 19/01/2020 | Fort-de-France | 15 000 | twarda         | Marine Partaud    | 6:3, 6:4         |
| 4. | 20/11/2022 | Saint-Étienne  | 25 000 | twarda         | Emeline Dartron   | 6:4, 3:0 krecz   |

### Gra podwójna
|    | Data       | Turniej        | ($)    | Naw.          | Partnerka         | Finalistki                          | Wynik              |
| 1. | 23/02/2014 | Mâcon          | 10 000 | twarda (hala) | Kinnie Laisné     | Federica Di Sarra Camilla Rosatello | 6:3, 2:6, 10–8     |
| 2. | 24/12/2017 | Hammamet       | 15 000 | ceglana       | Mathilde Armitano | Claudia Giovine Giorgia Marchetti   | 6:2, 6:4           |
| 3. | 19/01/2020 | Fort-de-France | 15 000 | twarda        | Marine Partaud    | Alexandra Riley Jamilah Snells      | 6:2, 7:6(3)        |
| 4. | 01/03/2020 | Mâcon          | 25 000 | twarda (hala) | Marine Partaud    | Miriam Bulgaru Estelle Cascino      | 3:6, 7:6(3), 12–10 |